# Idaea gospera
Idaea gospera là một loài bướm đêm trong họ Geometridae.